# Kenrickodes titanica
Kenrickodes titanica är en fjärilsart som beskrevs av George Francis Hampson 1910. Kenrickodes titanica ingår i släktet Kenrickodes och familjen nattflyn. Inga underarter finns listade i Catalogue of Life.